# Хрипівка
Хрипі́вка — село в Україні, у Городнянській міській громаді Чернігівського району Чернігівської області. Населення становить 476 осіб. До 2017 орган місцевого самоврядування — Хрипівська сільська рада.

## Історія
Перша згадка в історичних джерелах про Хрипівку датується 1611 роком. За переказами назване так на честь осавула Хрипа, який керував козаками, які на той час становили більшість населення. Було кілька дворянських сімей. Імовірно, що в 1790 році у Хрипівці мешкало 865 осіб, у 1960 році — 1234 особи.
До 1820 року діяли 7 винокурень: три дворянські, три козацькі і одна селянська. Землі було мало, вона належала поміщикам Писарєву, Калиновському та іншим. Селяни були вимушені їхати на заробітки до Миколаєва, Одеси, Херсона, на дніпровські пристані сплавляти ліс. У 1878 році було збудовано Преображенську церкву (згоріла у 1982 році).
У 1900 році була відкрита церковно-парафіяльна школа, у якій навчалося 15 дітей. Діяв шинок. Було три вітряки і два цегельні заводи.
У 1910 році було збудовано земську школу, де навчалось 35 учнів.
Радянська окупація в селі почалась в січні 1918 року.
Село було окуповане німецькими військами 28 серпня 1941 року. Окупаційна влада вивезли з села на роботи до Німеччини 25 осіб. Повернення комуністичного режиму в село відбулося 21 вересня 1943 року. 150 жителів Хрипівки загинули на фронтах другої світової війни. На їх честь встановлено обеліск.
На території Хрипівки діяв колгосп, у 1960 році він об'єднався з колгоспами сіл Півнівщини та Політрудні в одне господарство — імені Мічуріна. У зв'язку з розпаюванням землі у 2000 році він розпався на три товариства. Новоутворене у Хрипівці ТОВ «Мир» швидко збанкрутувало, його майно і землю пайовики передали товариству, що знаходиться в с. Півнівщині.
У 2006 році у село підведено газопровід.
12 червня 2020 року, відповідно до розпорядження Кабінету Міністрів України № 730-р від «Про визначення адміністративних центрів та затвердження територій територіальних громад Чернігівської області», село увійшло до складу Городнянської міської громади.
19 липня 2020 року, в результаті адміністративно-територіальної реформи та ліквідації Городнянського району, село увійшло до складу Чернігівського району.

## Населення

### Мова
Розподіл населення за рідною мовою за даними перепису 2001 року:
| Мова            | Кількість | Відсоток |
| --------------- | --------- | -------- |
| українська      | 657       | 94.40%   |
| російська       | 33        | 4.74%    |
| білоруська      | 5         | 0.72%    |
| інші/не вказали | 1         | 0.14%    |
| Усього          | 696       | 100%     |

## Економіка села
На території села працювала  школа І-ІІ ступенів, клуб, бібліотека, фельдшерсько-акушерський пункт, церква. Жителі села працюють у СТОВ «Джерело», центральна садиба розташована в с. Півнівщині.

## Екологія
На території села розташоване пасовисько для корів.
На півдні Хрипівки міститься озеро, яке перебуває в поганому екологічному стані. Риба природним шляхом майже вимерла, через накопичення шкідливої мікрофауни, що свідчить мікробіологічний аналіз та по зеленіння озера. Наслідки: втрата господарського значення озера. 
Також на південному-сході міститься ще одне озеро, яке живить притока річки Чибриж. На території Хрипівки є агро -культурні  посади на південному-заході та сході села.

## Відомі люди
- Лук'яненко Левко Григорович — український політик та громадський діяч, народний депутат України, письменник.
- Онищенко Григорій (нар. 17 листопада 1894 — 1960) — старшина Армії УНР.
- Лук’яненко Зінаїда Григорівна - народна художниця декоративно-ужиткового мистецтва Чернігівщини. Нагороджена  Почесною грамотою Чернігівської обласної ради (2023).